# Julia Niełacna
Julia Natalia Niełacna (ur. 22 lutego 1999 w Poznaniu) – polska koszykarka występująca na pozycjach niskiej lub silnej skrzydłowej, od 2024 zawodniczka Warrnambool Seahawks.

## Osiągnięcia
Stan na 4 maja 2024, na podstawie, o ile nie zaznaczono inaczej.

### Drużynowe
Seniorskie
- Mistrzyni I ligi (2017 – awans do TBLK)[5]
- Brązowa medalistka I ligi (2018)[6]

Młodzieżowe
- Mistrzyni Polski juniorek (2016)[7]

### Indywidualne
- Zaliczona do I składu mistrzostw Polski juniorek (2016)[7]

### Reprezentacja
- Brązowa medalistka mistrzostw Europy U–18 dywizji B (2017)[8]
- Uczestniczka mistrzostw Europy:
  - U–20 (2018 – 12. miejsce)[9]
  - dywizji B:
    - U–18 (2016 – 6. miejsce, 2017)[10]
    - U–16 (2015 – 6. miejsce)[11]